# Westborough (Lincolnshire)
Westborough – osada w Anglii, w hrabstwie Lincolnshire, w dystrykcie South Kesteven. Leży 30 km na południowy zachód od Lincoln i 171 km na północ od Londynu.